# Exetastes notatus
Exetastes notatus är en stekelart som beskrevs av Holmgren 1860. Exetastes notatus ingår i släktet Exetastes och familjen brokparasitsteklar. Arten är reproducerande i Sverige. Inga underarter finns listade i Catalogue of Life.